# トンピ
トンピ?（tonpi、1993年6月1日 - ）は、日本のゲームキャスター、司会者、経営者、マーケティングディレクター。
本名は福岡智洋（ふくおか ともひろ）。

## 略歴
東京都出身。
2009年のネットカフェイベントをきっかけにMC活動を始める。
2012年、『東京ゲームショー2012 ぷよぷよ学生王決定戦』、『AVAれ祭り 2012 秋の陣 青応援チャンネル』の出演をきっかけに大会実況やMCとしてキャスター活動を本格的に開始。
テレビレギュラーや各ゲームタイトルの公式大会の実況・MCを務め、2022年11月に出演本数が1000本を超える。

## 出演

### TV・ラジオ
- eスポーツMAX PUBG企業対抗戦 (実況、2019年)
- eスポーツMAX 第2回PUBG企業対抗戦 (実況、2019年)
- 電脳HUMAN「eスポーツの今」(出演、2019年)
- GHS NIGHT～ELLYを倒したら10万円～ スペシャル番組 (実況、2021年5月2日)
- やべきょうすけのやべ～番組 (2022年5月17日)
- ニコニコ超会議 王様の宝箱『1000円自販機』× SSCシェアハピラジオ 公開収録 (MC、2022年4月30日)
- ゲーム実況者バトル！ＤＲＡＭＡＴＩＣ－ＭＩＣ！！　審査委員長:古舘伊知郎 (出演、2022年6月12日)
- eスポーツで闘う社会人たち ～ゲームで異業種交流会～ (出演、2022年11月30日)

### CM出演
- AKRacing (出演)
- ASUS ROG 無線LANルーター「RT-AC88U」 (出演)
- NVIDIA GeForce Experience (出演)
- 映画『コンティニュー』にプロのeスポーツ実況をつけてみた（PR） (出演、2021年6月3日)

### AVA
- AVAれ祭り 2012 秋の陣 青応援チャンネル護衛部門 (実況、2012年9月16日)
- AVARST2012 season3 決勝 護衛部門 (実況、2012年12月22日)
- AIC2013 国際大会 予選配信 (実況、2013年2月23日)
- AVAIFM 2013 in 品川インターシティホール 護衛部門 (実況、2013年5月3日)
- AVAれ祭り 2013 後楽園ホールの陣「ニコ生配信」 護衛部門 (実況、2013年12月28日)
- AVAIFM 2014 in ニコニコ超会議3 (実況、2014年4月26日)
- AGC(アジア選手権)in 東京ゲームショウ 2014 (MC&実況、2014年9月21日)
- 日韓親善試合2019 (MC&実況、2019年2月24日）
- AVARST2019 Season1 決勝トーナメント (実況、2019年5月26日)
- AVARST2019 Season2 決勝トーナメント (実況、2019年11月24日)

### フォートナイト
- All Nightでフォートナイト (出演、2018年6月22日)
- カスタムラマパーティvol.1 (主催、2018年7月7日)
- ELSA Gaming Day (MC、2018年7月14日)
- DIG INTO GOOD GAMES SHIBUYA TRYOUT (実況、2018年10月7日)
- INTEL GAMERS WORLD REIWA (実況、2019年4月20日)
- サマーブロックパーティー (実況、2019年)
- Fortnite World Cup 2019 Finals (日本語放送) (実況、2019年7月26日-28日)
- AICHI IMPACT!2019 オールスタードリームマッチ (MC&実況、2019年9月1日)
- LEGION ビクトリーロイヤルを目指せ！ビックカメラ有楽町店 (実況、2019年9月28日・29日)
- eファンタジー Vol.1 (MC、11月17日)
- GG Shibuya Mobile esports cafe＆bar (実況、2019年11月19日)
- LEGION ビクトリーロイヤルを目指せ！ヨドバシカメラ　マルチメディア梅田 (実況、2019年11月30日・12月1日)
- 卒業制作LAN【コバヤシ主催 大阪電気通信大学 卒業制作】(実況、2020年2月8日・9日)
- HYG CUP 5 (実況、2020年6月5日)
- e-Travel Fusion Island (MC、2020年8月17日)
- e-Travel in やんばる (MC、2020年12月5日)
- UCHABLE!! ONLINE eSPORTS BATTLE ～集まれ!! 愛知・岐阜・三重FORTNITE PLAYERS!～ (実況、2021年1月30日)
- e-Travel Island Resort Okinawa✖︎Hawaii (ゲスト、2021年3月20日)
- 小学生親子Duo大会 in愛知 FEATURING FORTNITE (実況解説、2021年3月27日)
- FNCSソロオールスター観戦 (ゲスト、2021年6月26日)
- 小学生親子Duo大会 in東京 FEATURING FORTNITE (実況、2021年8月22日)
- Fortnite Champion Series C2S7 準決勝 - アジア (実況、2021年8月28日)
- Fortnite Champion Series C2S7 敗者復活戦(リブート) - アジア地区 (実況、2021年8月29日)
- Fortnite Champion Series C2S8 ASIA 準決勝 - アジア地区 (解説、2021年10月28日)
- Fortnite Champion Series C2S8 ASIA 決勝 - アジア地区 (解説、2021年10月30日)
- CREATIVE SHOWCASE ～クリエイティブショーケース (MC、2021年11月6日)
- 第9回 Crazy Raccoon Cup Fortnite Day1 (実況、2021年11月27日)
- Human Crest Gaming Cup (実況、2021年11月28日)
- みんなで楽しく『バトルフィールド 2042』を遊び尽くせ！ (実況、2021年12月11日)
- Fortnite Champion Series C3S1 予選 1 (コメンテーター、2022年2月18日)
- Fortnite Champion Series C3S1 予選 2 (コメンテーター、2022年2月20日)
- Fortnite Champion Series C3S1 準決勝 DAY1 (コメンテーター、2022年2月25日)
- Fortnite Champion Series C3S1 準決勝 DAY2 (コメンテーター、2022年2月26日)
- Fortnite Champion Series C3S1 決勝 DAY1 (コメンテーター、2022年3月5日)
- Fortnite Champion Series C3S1 決勝 DAY2 (コメンテーター、2022年3月6日)
- AWA Minami Friends Cup #1 Duo大会 (実況解説、2022年3月25日)
- 品川区主催 / 親子で楽しく学ぶ！eスポーツ (講師、2022年3月26日)
- 親子Duo大会 in愛知　FEATURING FORTNITE (実況解説、2022年4月17日)
- Fortnite Champion Series C3S2 予選 1 (コメンテーター、2022年5月6日)
- Fortnite Champion Series C3S2 予選 2 (コメンテーター、2022年5月8日)
- Fortnite Champion Series C3S2 予選 3 (コメンテーター、2022年5月15日)
- Fortnite Champion Series C3S2 準決勝 1 (コメンテーター、2022年5月20日)
- Fortnite Champion Series C3S2 準決勝 2 (コメンテーター、2022年5月21日)
- Fortnite Champion Series C3S2 準決勝 3 (コメンテーター、2022年5月22日)
- Fortnite Champion Series C3S2 決勝 1 (コメンテーター、2022年5月28日)
- Fortnite Champion Series C3S2 決勝 2 (コメンテーター、2022年5月29日)
- カロチンカップ 3本戦 (実況、2022年6月12日)
- Fortnite Champion Series C3S3 予選 1 (コメンテーター、2022年7月10日)
- Fortnite Champion Series C3S3 予選 2 (コメンテーター、2022年7月15日)
- Fortnite Champion Series C3S3 予選 3 (コメンテーター、2022年7月17日)
- Fortnite Champion Series C3S3 準決勝 1 (コメンテーター、2022年7月22日)
- Fortnite Champion Series C3S3 準決勝 2 (コメンテーター、2022年7月23日)
- Fortnite Champion Series C3S3 準決勝 3 (コメンテーター、2022年7月24日)
- Fortnite Champion Series C3S3 決勝 1 (コメンテーター、2022年8月13日)
- Fortnite Champion Series C3S3 決勝 1 (コメンテーター、2022年8月14日)
- NTP Esports PLAZA グランドオープンイベント Fortnite FAMILY DUO CUP (実況&MC、2022年9月24日)
- TZCUP Fortnite (実況解説、2022年10月10日)
- eスポSAI大宮 U18 Champion Challenge 2022 Featuring Fortnite (実況、2022年10月22日)
- FNCSインビテーショナル2022　見届けミラー配信ありけんwithトンピ？ Day1・Day2 (出演、2022年11月13日・14日)
- Fortnite Champion Series グローバルチャンピオンシップ 2023 メジャー1ウィーク1 (プレイヤーアナリスト、2023年2月4日)

### ぷよぷよ
- 東京ゲームショウ2012 ぷよぷよ学生王決定戦 (実況、2012年9月23日)
- 京都eスポーツサミット2019 Spring エキシビジョンマッチ (実況、2019年3月9日)

### SPECIAL FORCE 2
- 第5回 Special Force2 東京秋葉原i-cafe店舗主催イベントin ALIENWARE ARENA (出演、2013年4月14日)
- SPECIAL FORCE 2 Hi-Speed Tournament 2015 First (実況、2015年3月15日)
- ニコニコ超会議 2015　SPECIAL EXHIBITION MATCH 2015 in Akihabara (MC&実況、2015年4月25日)

### Rainbow Six Siege
- UBIDAY 2016  公式配信 (実況、2016年11月3日)
- R6S PC 玄人志向杯 (実況、2017年4月15日)
- PC版国際交流戦 日本 対 中国CPL (実況、2017年6月10日)
- R6S PC 玄人志向杯 #2 (実況、2017年7月29日)
- Road to UBIDAY2017 PC 代表決定戦 Day1 (予選) (実況、2017年8月26日)
- Road to UBIDAY2017 PS4 #02 (予選) (実況、2017年8月27日)
- Road to UBIDAY2017 PC Day2（代表決定戦）(実況、2017年9月2日)
- 東京ゲームショウ2017 レインボーシックスシージ日中国際親善マッチ (実況、2017年9月23日)
- The Operation UBIDAY2017 in渋谷ヒカリエホール (実況、2017年10月9日)
- R6S PC Master Monthly Ops -November- (実況、2017年11月11日)
- R6S PC Master Monthly Ops -December- (実況、2017年12月24日)
- PS4版 ニコニコ闘会議2018 国内最強チーム決定戦 オンライン予選 #1 (実況、2018年1月7日)
- PS4版 ニコニコ闘会議2018 国内最強チーム決定戦 代表決定戦 (実況、2018年1月21日)
- Pro League Season 8 APAC Finals - in TOKYO (実況、2018年10月13・14日)
- R6S PC 玄人志向杯 #4 (実況、2018年1月20日)
- AOC OPEN2018 RAINBOW SIX SIEGE 秋の陣 (実況、2018年11月23日)
- R6S PC 玄人志向杯 #6 (実況、2018年6月30日)
- JAM_CUP R6S t#4 (実況、2019年3月18日)
- Six Invitational 2019 日本予選 (実況、2019年1月5日-7日)
- Six Invitational 2019 OPENREC放送 (実況、2019年2月11日-18日)
- AKIHABARA KANDAMYOUJIN CUP 決勝大会 (実況、2019年8月10日)
- 第2回 R6S大学対抗戦 (実況、2020年2月21日)
- FAV gaming CUP sponsored by v6プラス レインボーシックス シージ部門 決勝大会 (実況、2020年3月7日)
- レインボーシックスシージ大学対抗戦 powered by AORUS 予選Day5 (実況、2020年7月26日)
- レインボーシックスシージ大学対抗戦 powered by AORUS 決勝トーナメントDay1 (実況、2020年8月15日)

### #コンパス
- ファミ通コンパス杯6月オンライン予選 (実況、2017年6月24日)
- ファミ通コンパス杯7月オンライン予選 (実況、2017年7月31日)
- ストリートファイターⅤコラボ記念特番 2コンボ (出演、2017年8月3日)
- ファミ通コンパス杯8月オンライン予選 (実況、2017年8月25日)
- ファミ通コンパス杯9月オンライン予選 (実況、2017年9月23日)
- ニコニコ町会議2017 in 名古屋 コンパステント (出演、2017年9月24日)
- ファミ通コンパス杯 本選 in ニコニコ本社 (出演、2017年9月30日)
- ニコニコ町会議2017 in 大阪 コンパステント (出演、2017年10月21日)
- ＃コンパス 1周年記念イベント #コンパスグランドスラム (実況、2017年12月17日)
- エンジョイ部『実況教えてくれ回』 (出演、2018年2月7日)
- ニコニコ超会議2018 超#コンパスステージ 2on2のエキシビションマッチ (実況、2018年4月29日)
- ＃コンパスLobi杯 6月決勝戦
- ニコニコ闘会議2019 ＃コンパスステージ プチ炎上　#コンパス甲子園　南関東大会　決勝 (出演、2019年1月27日)
- プチ炎上 #コンパス TEPPENバトル 2月シーズン大会 決勝戦 (実況、2019年2月23日)
- プチ炎上 #コンパス TEPPENバトル 月シーズン大会 決勝トーナメント (実況、2019年3月23日)
- #コンパス神に勝ったら10万円 (実況、2019年3月31日)
- プチ炎上 #コンパス TEPPENバトル 4月シーズン大会 決勝トーナメント (実況、2019年4月20日)
- プチ炎上 #コンパス TEPPENバトル 5月シーズン大会 決勝戦 (実況、2019年5月25日)
- プチ炎上 コンパス TEPPENバトル 1stステージ優勝決定戦 (実況、2019年6月22日)
- ウェルプレイドリーグ 決勝戦 1stGATE (MC、2019年3月7・14日)
- ウェルプレイドリーグ 決勝戦 3rdGATE (MC、2019年7月4・11日)
- プチ炎上 #コンパス TEPPENバトル 7月シーズン大会 決勝戦 (実況、2019年7月20日)
- 【#コンパス】 PGBオフ (主催、2019年7月27日)
- プチ炎上 #コンパス TEPPENバトル 8月シーズン大会 決勝戦 (実況、2019年8月24日)
- ウェルプレイドリーグ 決勝リーグ (MC&実況、2019年11月2日・9日)
- プチ炎上 #コンパス TEPPENバトル 9月シーズン大会 決勝戦 (実況、2019年9月28日)
- STORIA COMPASS ARENA（SCA） #1　戦闘解析システム #コンパスの交流会 (主催、2019年1月4日)
- プチ炎上 #コンパス甲子園 全国決勝大会 (解説、2019年1月17日)
- #コンパスTEPPENバトル2ndステージ決勝 (実況、2019年11月16日)
- 大炎上 #コンパスグランドスラム 2019年最強決定大会 (実況、2019年12月8日)
- STORIA COMPASS ARENA（SCA） #2　戦闘解析システム #コンパスの交流会 (主催、2020年2月2日)
- 第3回sc杯 (実況、2020年5月22日)
- 公認大会 第四回大会「ゲームバズーカ杯」 (主催、2020年7月5日)
- #コンパス フェスうちキャラバン 日本代表チーム決定戦 (主催、2020年8月16日)
- ウェルプレイドリーグ Season2 LAST GATE 予選プール (実況、2020年10月3日)
- 日本VS中国 代表バトル (実況、2020年10月25日)
- #コンパスフェス 4th Anniversary (MC、2020年12月20日)
- TEPPENバトル 2021年1月 (実況、2021年4月10日)
- TEPPENバトル 2021年3月 (実況、2021年3月28日)
- ニコニコネット超会議2021 超#コンパスTEPPENバトル 1stステージ優勝決定戦 (実況、2021年4月29日)
- TEPPENバトル 2021年5月 (実況、2021年5月23日)
- #コンパスフェス街キャラバン2021 コンパス甲子園(広島) (実況、2021年7月22日)
- #コンパスフェス街キャラバン2021 コンパス甲子園(福岡) (実況、2021年7月24日)
- #コンパスフェス街キャラバン2021 コンパス甲子園(大阪) (実況、2021年8月1日)
- #コンパスフェス街キャラバン2021 コンパス甲子園(札幌) (実況、2021年8月7日)
- #コンパスフェス街キャラバン2021 コンパス甲子園(東京) (実況、2021年9月11日)
- #コンパス TEPPENバトル 2021 2ndステージ優勝決定戦 (実況、2021年10月24日)
- #コンパス甲子園2021 全国決勝大会 (実況、2021年11月14日)
- 大炎上 #コンパスグランドスラム 2021年最強決定大会 (実況、2021年12月19日)
- TEPPENバトル 3月シーズン大会決勝 (実況、2022年3月20日)
- ニコニコ超会議 超#コンパスTEPPENバトル 1stステージ頂上決戦 (実況、2022年4月30日)
- コンパスフェス街キャラバン2022 in 名古屋 #コンパス甲子園 東海・北陸大会 (実況、2022年7月3日)
- コンパスフェス街キャラバン2022 in 広島 #コンパス甲子園 中国・四国大会 (実況、2022年8月7日)
- コンパスフェス街キャラバン2022 in 大阪 #コンパス 野良バトグランプリ
- コンパスフェス 6th ANNIVERSARY (実況&MC、2022年12月3日)
- TEPPENバトル 2023 1月シーズン大会決勝 (実況、2023年1月28日)

### オーバーウォッチ
- 東京アニメ声優専門学校オーバーウォッチイベントALAuD大会 (出演)
- スタダGG！対戦交流イベント (MC&実況、2017年10月27日)
- ウェルプレイドリーグ ギルド対抗戦 (実況、2021年11月28日)

### PUBG
- 東京ゲームショウ2017 有名ストリーマー実況ステージOMENbyHP(実況、2017年9月22日)
- ELSA×PUBGイベントin 大阪ツクモなんば店 (MC&実況、2017年12月9日)
- PC1‘s大阪×ELSA~バトルステーションず~ (MC&実況、2017年12月10日)
- 「AfreecaTV PUBG League Pilot Season」日本語配信 Split1・2 (実況、2017年12月11日,15日,18日,20日)
- GeForceCUP:PUBG#02 (MC&実況、2017年12月23日)
- 「AfreecaTV PUBG League Pilot Season」日本語配信 Split2 (実況、2018年1月1日,5日,8日,12日)
- 「AfreecaTV PUBG League Pilot Season」日本語配信 Split3 (実況、2018年1月19日,22日,26日,29日)
- ファミ通 App VS GameWith カスタムサーバー五番勝負 (実況、2018年1月30日)
- 「AfreecaTV PUBG League Pilot Season」日本語配信 ファイナル (実況、2018年2月3日)
- HyperX×DeToNatorコラボイベント (MC、2018年4月14日)
- LEVEL∞ UP Battle#6 PUBG (実況、2019年3月21日)
- FAVCUP2021 sponsored by v6プラス PUBG MOBILE (実況、2021年3月14日)
- ストリーマーフェス (実況、2021年6月19日)
- 第3回 コミュファカップ PUBG MOBILEソロ最強決定戦 (実況、2021年11月7日)

### はばたけ!ひよこ小競争
- 東京ゲームショウ2017 ポノス ひよこ小競走新作発表イベント in Twitchブース (MC、2017年9月21日)

### League of Legends
- LNS×AOC Cup -LOLヶ原の戦い- (実況、2017年10月14日)
- 【LoL】9年の時を経て、ついにコラボ配信！ (実況、2021年)

### どうぶつタワーバトル
- JCG忘年会大会キャスター大集合配信 (出演、2017年12月26日)
- 京都eスポーツサミット2020 Winter (実況&解説、2020年1月12日)

### モダンコンバット
- 『モダンコンバットVersus』リリース記念イベント (MC出演、2017年12月2日)

### ファイトクラブ
- ゲームメディア企業対抗戦世界最速 No.1 は弊社だ！ (出演、2018年1月24日)

### ブロスタ
- ブロスタスペシャルステージ！ (実況、2019年)

### クラッシュ・ロワイヤル
- WCG2019　クラッシュロワイヤル国際大会 (出演、2019年)
- クラッシュロワイヤル 運動会 (出演、2019年)
- 真夏のエキシビションマッチ (実況、2019年8月8日)
- クラロワリーグアジア2019　シーズン2 (実況、8月22日・9月8日)
- PONOS 2019 クラロワチーム ファン感謝祭 (MC&実況、2019年12月26日)

### Apex Legends
- 第一回 APEX Legends: Frontier Champions Cup (実況、 2019年8月15日)
- 第三回 APEX Legends: Frontier (実況、2019年8月30日)
- 第五回 APEX Legends: Frontier (実況、2019年10月17日)
- eファンタジーTV #2 AKB48チーム8 eスポーツチャレンジ！ (出演、2020年3月24日)
- Apex Legends Mildom OPEN (実況、2020年4月25日)
- Global Series - Online Tournament #6 (実況、2020年5月30日)
- RAGE × Legion Doujou Cup (解説、2020年7月24日)
- Apex Legends Japan Community League 2020 予選1日目 (実況、2020年6月13日)
- Apex Legends Japan Community League 2020 決勝 (実況、2020年6月27日)
- APEX LEGENDS オープンコミュニティトーナメント supported by 玄人志向 GALAKURO GAMING (実況、2020年7月25日)
- AFTER 6 LEAGUE 開幕前 APEX LEGENDS記念大会 (実況、2020年9月19日)
- -LEVEL∞×AMD- JUPITER online battle #2 (解説、2020年9月22日)
- AFTER 6 LEAGUE / APEX LEGENDS部門 DAY1 (実況、2020年11月5日)
- Apex Legends Legion Doujou Cup #5 プロアマ大会編 Day1 (解説、2020年11月14日)
- Apex Legends Scrim JP -Predators PS4- (実況解説、2020年11月21日)
- Apex Legends Legion Doujou Cup #5 プロアマ大会編 Day2 (解説、2020年11月29日)
- AFTER 6 LEAGUE / APEX LEGENDS部門 DAY2 (実況、2020年12月3日)
- Apex Legends Legion Doujou Cup #5 プロアマ大会編 Day3 (解説、2020年12月12日)
- -LEVEL∞×AMD- JUPITER ONLINE BATTLE #3 (解説、2020年12月13日)
- SCARZ CUP Apex Legends β Match (実況、2020年12月27日)
- AFTER 6 LEAGUE / APEX LEGENDS部門 DAY3 (実況、2020年12月24日)
- AFTER 6 LEAGUE / APEX LEGENDS部門 DAY4 (実況、2021年2月4日)
- AFTER 6 LEAGUE / APEX LEGENDS部門 DAY5 (実況、2021年3月4日)
- GHS NIGHT ～ELLYを倒したら10万円～ (実況、2021年3月24日)
- AFTER 6 LEAGUE / APEX LEGENDS部門 DAY6 (実況、2021年3月25日)
- G-STAR Gaming×Mildom主催 (実況、2021年3月29日)
- APEX RPG Spring Cup「プロと戦えるステージを」 (実況、2021年4月3日)
- 長距離スナイプ【APEX】激ヤバ神動画！10万円放出！GHS NIGHT興奮プレイバック (実況、2021年4月24日)
- エペ速カップ#1 (実況、2021年4月30日)
- GHS NIGHT ～ELLYを倒したら10万円～ EPISODE2 (実況、2021年6月20日)
- 第2回 Cypher CUP (実況、2021年5月16日)
- APEX LEGENDS JAPAN COLOSSEUM Qualifying Stage B (実況、2021年7月10日)
- 渋ハルカスタム 1周年記念大会 (出演、2021年11月11日)
- 第4回コミュファカップ ～中部5県APEX LEGENDS最強決定戦～ (実況、2021年11月13日)
- GHS NIGHT ～ELLY を倒したら10万円～EPISODE3 (実況、2021年11月18日)
- VART GALLERIA GAME CHALLENGE Vol.2 (MC&実況、2021年11月26日)
- AFTER 6 LEAGUE / 12月度大会 season 2 (実況、2021年12月23日)
- AFTER 6 LEAGUE / 1月度大会 season 2 (実況、2022年1月27日)
- AFTER 6 LEAGUE / 2月度大会 season 2 (実況、2022年2月24日)
- AFTER 6 LEAGUE / 3月度大会 season 2 (実況、2022年3月24日)
- 第3回 じすたげcup (MC、2022年4月6日)
- JOZ CUSTOM Vol.2 (出場、2022年4月6日)
- JOZCUP EPISODE2 (実況、2022年6月5日)
- esports land Radio CUP VOL3 (実況&MC、2022年7月16日)
- GHS NIGHT APEX LEGENDS EPISODE4 ～ELLYにフィニッシャー決めたら15万円～ supported by msi (実況解説、2022年5月27日)
- エペ速カップ#2 powered by LEVEL∞ (実況、2022年8月18日)
- GHS NIGHT APEX LEGENDS EPISODE5 ～1キルごとに賞金獲得！100万円山分けバトル～ Supported by INZONE(Sony) (実況、2022年9月9日)
- AFTER 6 LEAGUE / APEX LEGENDS部門 REGULAR Tournament #2 (実況、2022年12月16日)
- 渋ハルカスタム 招待枠 (出演、2023年1月12日)
- AFTER 6 LEAGUE / APEX LEGENDS部門 REGULAR Tournament #3 (実況、2023年1月13日)
- AFTER 6 LEAGUE / APEX LEGENDS部門 REGULAR FINAL Tournament  (実況、2023年1月27日)

### にゃんこ大戦争
- 次世代ワールドホビーフェア’20 Winter/名古屋 (2020年1月19日)
- 次世代ワールドホビーフェア’20 Winter/東京 (2020年1月25日・26日)
- 次世代ワールドホビーフェア’20 Winter/大阪 (2020年2月9日)

### HADO Xball
- HADO Xball 良ースポーツ杯 (主催&実況、2020年2月1日)

### デュエル・マスターズ プレイス
- デュエル・マスターズ プレイス Mildomプレオープン杯 (実況、2020年6月14日)

### 荒野行動
- Mildomゲームチャレンジ (MC、2020年8月19日)

### League of Legends
- Mildomゲームチャレンジ (MC、2020年8月25日)

### OverWatch
- AOC OPEN (実況、2017年7月1日)
- ゆるだらオーバーウォッチ会 (出演、2017年7月26日)
- 第1回 RPG Over Watch Community Cup (実況、2021年6月12日)
- 第2回 RPG Over Watch Community Cup (実況、2021年8月13日)
- 第3回 RPG Over Watch Community Cup (実況、2021年10月23日)
- 第4回 RPG Over Watch Community Cup (実況、2022年2月19日)

### プロ野球スピリッツA
- 全国学生選手権(関東ブロック/シーズン1) (MC&実況、2021年7月11日)
- 全国学生選手権(関西ブロック/シーズン1) (MC&実況、2021年7月17日)
- 全国学生選手権(北信越・東海ブロック/シーズン1) (MC&実況、2021年7月18日)
- 全国学生選手権(関東ブロック/シーズン2) (MC&実況、2021年8月14日)
- GHS NIGHT プロスピA　PREMIER３ ～ELLYからHR打ったら1万円～ (実況、2021年9月12日)
- 北海道科学大学オンライン大学祭 「第54回 稲峰祭」 e-sports大会 (実況、2021年9月25日)
- 全国都道府県対抗eスポーツ選手権 2021 MIE (実況、2021年10月16日・17日)
- 東京eスポーツフェスタ eBASEBALL プロ野球スピリッツ2021 グランドスラム (実況&解説、2021年1月30日)
- 全国タッグ選手権 北信越・東海ブロック (実況、2022年8月20日)
- 全国タッグ選手権 中国・四国ブロック (実況、2022年8月27日)
- 全国タッグ選手権 九州・沖縄ブロック (実況、2022年8月28日)
- 全国都道府県対抗eスポーツ選手権 2022 TOCHIGI eBASEBALL部門 ベスト8→ベスト4 (実況、2022年10月15日)
- 全国都道府県対抗eスポーツ選手権 2022 TOCHIGI eBASEBALL部門 準決勝＆決勝 (実況、2022年10月16日)

### Fall Guys
- 東京ｅスポーツフェスタ　Fall Guys: Ultimate Knockout 決勝大会 (解説、2022年2月18日)

### 太鼓の達人
- ケーブルフェスタ2022 小学生ドンカツマスター決定戦 supported by 矢場とん (実況、2022年10月8日)

### IdentityV 第五人格
- IdentityVJapanLeague レギュラーシーズン Day11 (2022年秋季IJL) (実況、2022年11月19日)
- IdentityVJapanLeague レギュラーシーズン Day11 (2022年秋季IJL) (実況、2022年11月20日)
- eスポ君何人格？第五人格オフラインイベント会！ (出演、2022年11月23日)

### ネット番組
- スタジオオープンセレモニー トークセッション・デバイスプレゼンテーション (OPENREC.tv)
- 関東eスポーツ高校センバツ大会 (メインMC、2019年3月10日)
- Geekers Japan これぞMONSTER MACHINE！最強ゲーミングPC降臨 (出演、2019年)
- おしゃれGG/ゲームでおしゃれなスゴ技 (ゲスト、2020年3月26日)
- SUPERB GAMiNGS 和歌山eスポーツ協会 (ゲスト、2020年10月24日)
- 「ライザ」100万本記念生放送！ コンパス公式キャスター (ゲスト、2021年3月31日)
- eファンタジーTV AKB48チーム8 (OPナレーション、2021年6月11日-)
- eファンタジーTV AKB48チーム8　『戦え！打ち勝て！そして伝説へ…』(出演、2021年6月25日)
- 4時間ぶっ通しASCIIガチンコゲーム対決 (実況、2021年12月7日)
- esports land Radio RED°TOKYO TOWER公開収録 (出演、2022年5月24日)
- GIGABYTEのGeForce RTX 30シリーズでオーバーウォッチ2を超快適プレイ！NVIDIA Reflexって最高ぉ (出演、2022年10月25日)
- 第11回たくとーく (ゲスト、2023年1月17日)

### イベント
- ゲーミングチェア EXPO2015 in AKIHABARA (出演、2015年8月22日)
- 電気通信大学 第1回産学官シンポジウム「e-sportsは日本を変える!?」 (共催、2018年6月25日)
- 日本大学 第2回産学官シンポジウム「e-sportsは日本を変える!?」 (共催、2018年11月26日)
- ゆるふわゲームキャスター会議 (主催、2019年3月17日)
- THE PASSION FES～情熱祭～ eスポーツトークショー (出演、2019年8月29・30日)

- 東京ゲームショウ2019

ベネトーーク TGS2019 出張配信 (総合MC、2019年9月13日)
ベネット社長の挑戦状！PUBGサバイバルマッチ (総合MC、2019年9月13日)
AGP（Actors Gaming Project）結成式 (総合MC、2019年9月13日)
宮脇咲良 in Lenovo Fortniteプレイ (総合MC、2019年9月14日)
```
人気ストリーマー集結！League of Legends チームファイト タクティクス(TFT) (総合MC、2019年9月14日)
```

Legion Doujou Cupドリームチームマッチ (総合MC、2019年9月14日)
おたくのやどかり・やしろあずき×岸田メルによるクリエイターガチンコバトル！ (総合MC、2019年9月15日)
PUBGプロとドン勝チャレンジ (総合MC、2019年9月15日)
AKB48 Team8がビクロイ目指す！ (総合MC、2019年9月15日)
- Fnatic Night (2019年11月15日)
- 京都eスポーツサミット2020 Winter パネルディスカッション (モデレーター、2020年1月12日)
- FAV gaming CUP sponsored by v6プラス決勝大会 (総合MC、2020年3月7日)
- ジョジョの奇妙な冒険 ラストサバイバー第1回オンラインファンミーティング (総合MC、2020年7月17日)
- Xperia公式生放送 in 東京ゲームショウ2020 オンライン (実況、2020年9月24日・26日)
- I-O ゲームチャンネル！1stステージ/2ndステージ (実況、2020年9月27日)
- 東京eスポーツフェスタ2021 (ゲスト、2021年2月12日-14日)
- FAVCUP2021 sponsored by v6プラス (総合MC、2021年3月13日・14日)
- 東京ゲームショウ2021 Xperia公式 (出演、2021年9月30日・10月2日)
- e-sports大会でも使われている施設でプレイ体験しよう！ 代々木アニメーション学院 (実況、2021年11月21日)
- 京都eスポーツサミット 2022 Spring (MC、2022年3月23日)
- 日本大学生産工学部 特別講義 (訪問、2022年6月22日)
- GWファンミ！Vol.1 (MC、2022年7月30日)
- 東京ゲームショウ2022 ASUS ROG:LIVE | 75 TGSオンラインブースツアーSP！ (出演、2022年9月16日)
- NetEase Games Legendary Star Studio 新作ゲーム『Ashfall』世界初披露の記者会見 (MC、2022年9月16日)
- Xperia公式生放送 in 東京ゲームショウ2022 Day3　スマホのトラブル、Xperiaで解決し隊 (出演、2022年9月17日)
- GWファンミ！Vol.2 (MC、2022年9月23日)
- Streamer Jam Tokyo Vol.1 いーらじブース (出演、2022年10月30日)
- 全日本eスポーツ実況王決定戦 supported by 糸井商事 (出演、2022年10月31日)
- 小田原eスポーツ部 ポケモンユナイト無料体験会 (特別講師, 2023年1月21日)

### その他
- STARGAMERS PROJECT presents eスポーツキャスターオーディション (特別審査員、2019年2月)
- 日大新聞 卒業生特集 (掲載、2019年)
- OPPO「R17 Pro」PUBG MOBILEドン勝のコツ (取材、2019年3月8日)[3]
- eスポーツキャスター トンピ？さん登場！　実況＆解説でApexの実力UP!? (掲載、2021年3月10日)[4]
- eスポーツの盛り上がりに対するスポンサー企業の動向 (取材、2021年12月2日) [5]
- GHS PROFESSIONAL発足 緊急記者会見 (MC、2022年5月27日)
- 小日向ゆかさんも納得!? アスキースマホ総研が東京ゲームショウで絶対失敗しないスマホ選びを伝授！ (掲載、2022年9月19日) [6]
- 美炎-BIEN- Solo Karte ～慢性鼻炎集団回診～ (招待、2022年11月4日)
- ｅスポーツの魅力は　伊東で講演会　ゲームキャスターが解説 (掲載、2022年12月28日) [7]